# Reasonable Woman
Albums de Sia Furler
Music
(2021)
Singles
1. Gimme Love
Sortie : 13 septembre 2023
2. Dance Alone (feat. Kylie Minogue)
Sortie : 7 février 2024
3. Incredible (feat. Labrinth)
Sortie : 5 avril 2024

Reasonable Woman est le dixième album studio de la chanteuse australienne Sia, sorti le 3 mai 2024 chez Monkey Puzzle et Atlantic Records. L'album a été écrit par Sia, en collaboration avec Jesse Shatkin (en) et Greg Kurstin qui l'ont également produit.
La sortie de l'album est précédée par trois singles : Gimme Love, sorti le 13 septembre 2023, Dance Alone (avec Kylie Minogue), sorti le 7 février 2024, et Incredible (avec Labrinth), sorti le 5 avril 2024.

## Contexte et production
En février 2020, Sia annonce avoir deux nouveaux albums en attente : le premier, tiré de la bande originale du film Music qu'elle réalise et qui sort en 2021, et le second, dont Sia donne le nom lors d'une interview avec Zach Sang en 2020 : Reasonable Woman.
Plusieurs titres de ce nouvel album sont composés et chantés en collaboration d'autres artistes. C'est le cas de Chaka Khan, Kylie Minogue, Labrinth, Tierra Whack, Kaliii, Jimmy Jolliff et Paris Hilton.

## Sortie et promotion
Le premier single de l'album paraît le 13 septembre 2023. Le second, Dance Alone, sort le 7 février 2024 ; le même jour, Sia annonce la date de sortie de l'album complet ainsi que la liste des 15 titres qui le composent,. Le troisième single, qui sort le 5 avril 2024, signe une énième collaboration entre Sia et Labrinth, après Oblivion de l'album Music et leur participation au supergroupe LSD.
Au mois d'avril, toujours, deux singles promotionnels paraîssent : I Forgive You, sorti le 12 avril 2024, et Fame Won't Love You (avec Paris Hilton), sorti le 19 avril 2024. Le single I Forgive You est une reprise du titre Je te pardonne du chanteur congolais Gims, paru en 2016, et dont Sia a souhaité garder les droits pour en composer une version solo,.
L'album sort finalement le 3 mai 2024.

## Liste des titres
| 1.    | Little Wing                                               | 3:19 |
| 2.    | Immortal Queen (featuring Chaka Khan)                     | 3:20 |
| 3.    | Dance Alone (featuring Kylie Minogue)                     | 2:52 |
| 4.    | I Had a Heart                                             | 2:49 |
| 5.    | Gimme Love                                                | 3:34 |
| 6.    | Nowhere to Be                                             | 3:16 |
| 7.    | Towards the Sun                                           | 2:48 |
| 8.    | Incredible (featuring Labrinth)                           | 3:34 |
| 9.    | Champion (featuring Tierra Whack, Kaliii & Jimmy Jolliff) | 2:41 |
| 10.   | I Forgive You                                             | 4:20 |
| 11.   | Wanna Be Known                                            | 3:46 |
| 12.   | One Night                                                 | 2:59 |
| 13.   | Fame Won't Love You (featuring Paris Hilton)              | 3:20 |
| 14.   | Go On                                                     | 3:14 |
| 15.   | Rock and Balloon                                          | 4:00 |
| 49:52 |                                                           |      |